# Вагоноремонтный завод Карлово
Вагоноремо́нтный заво́д Ка́рлово (болг. Вагоно-ремонтен завод Карлово, известное также как ВРЗ Карлово (болг. ВРЗ Карлово АД)) — машиностроительное предприятие Болгарии по ремонту вагонов и выпуску тяжёлых путевых машин для нужд железнодорожного транспорта, расположенное в городе Карлово.

## История
Завод основан в 1964 году.
Завод ремонтирует полувагоны, хоппер-дозаторы, вагоны-самосвалы (думпкары), снегоочистители, цистерны, путевые машины, выпускаются контейнеры и запасные части для вагонов.
В 2014 году завод отметил 50-летие с момента основания.

## Примечания

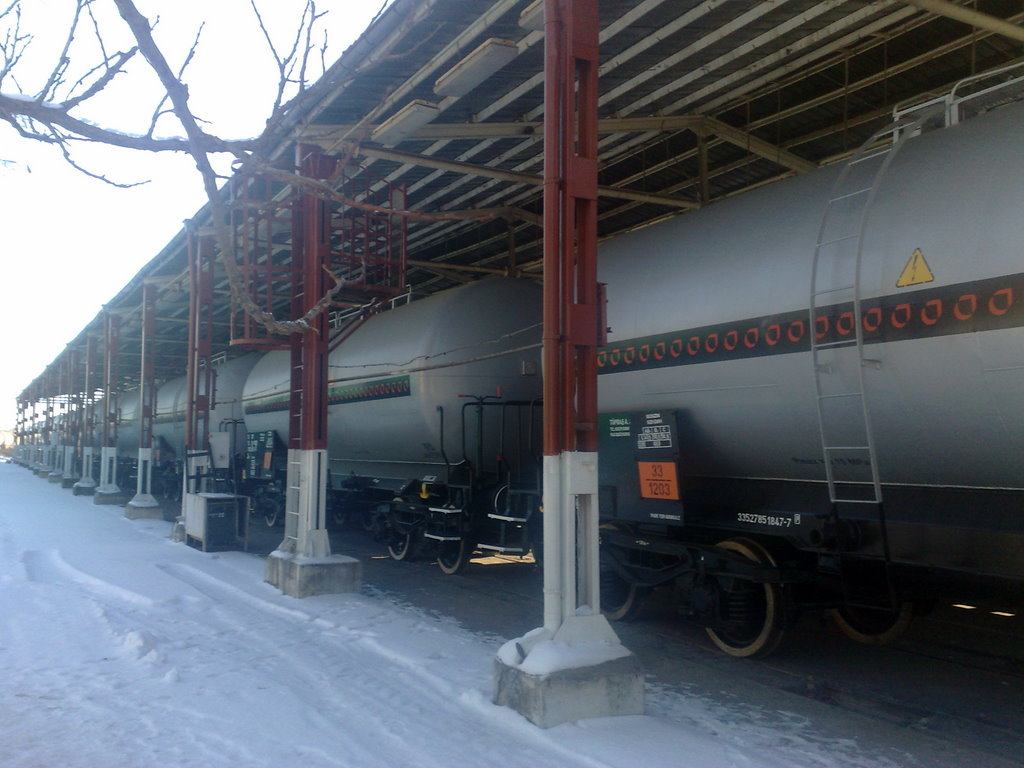
Вагон-цистерна
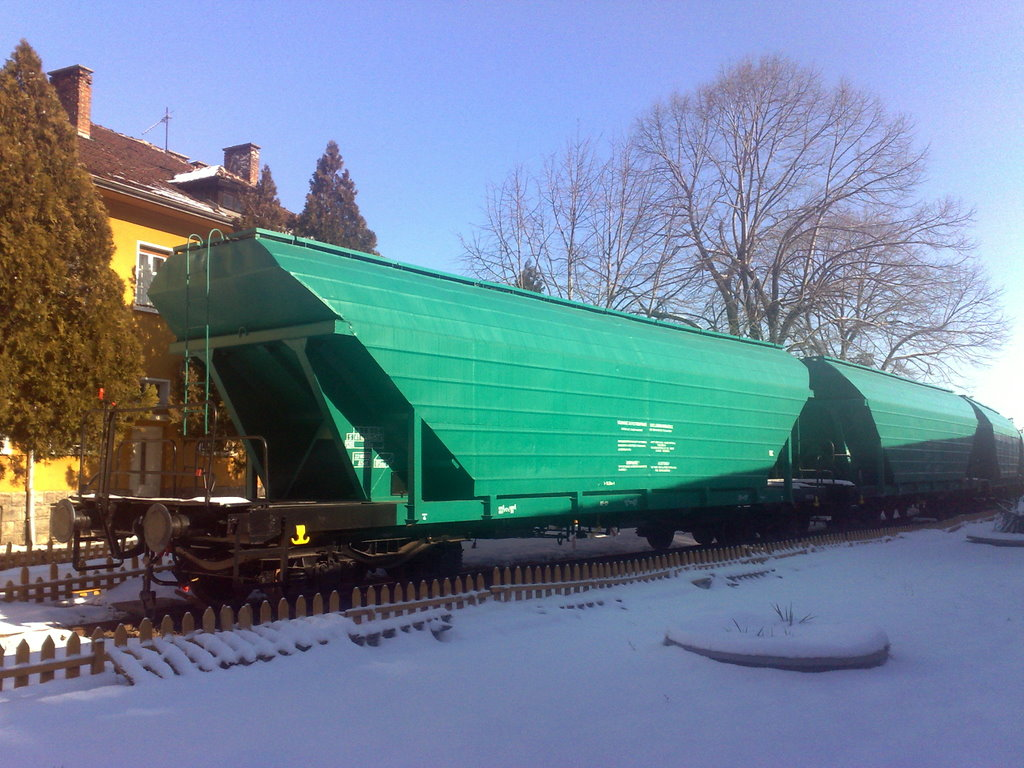
Зерновоз
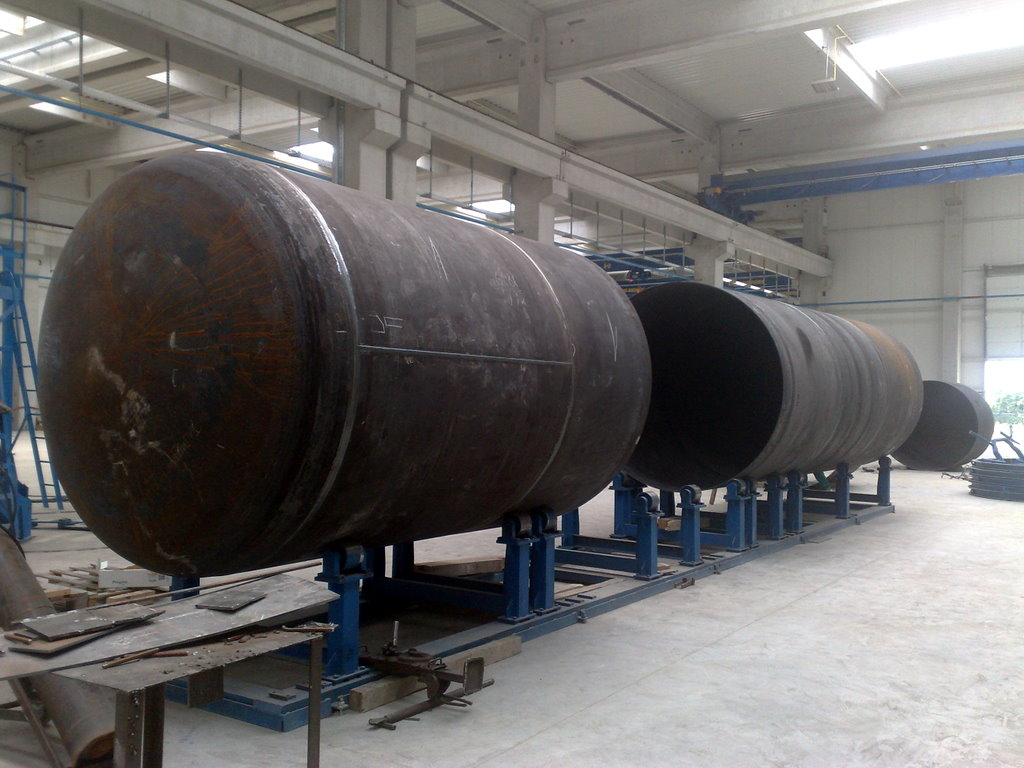
Цистерна 37м³
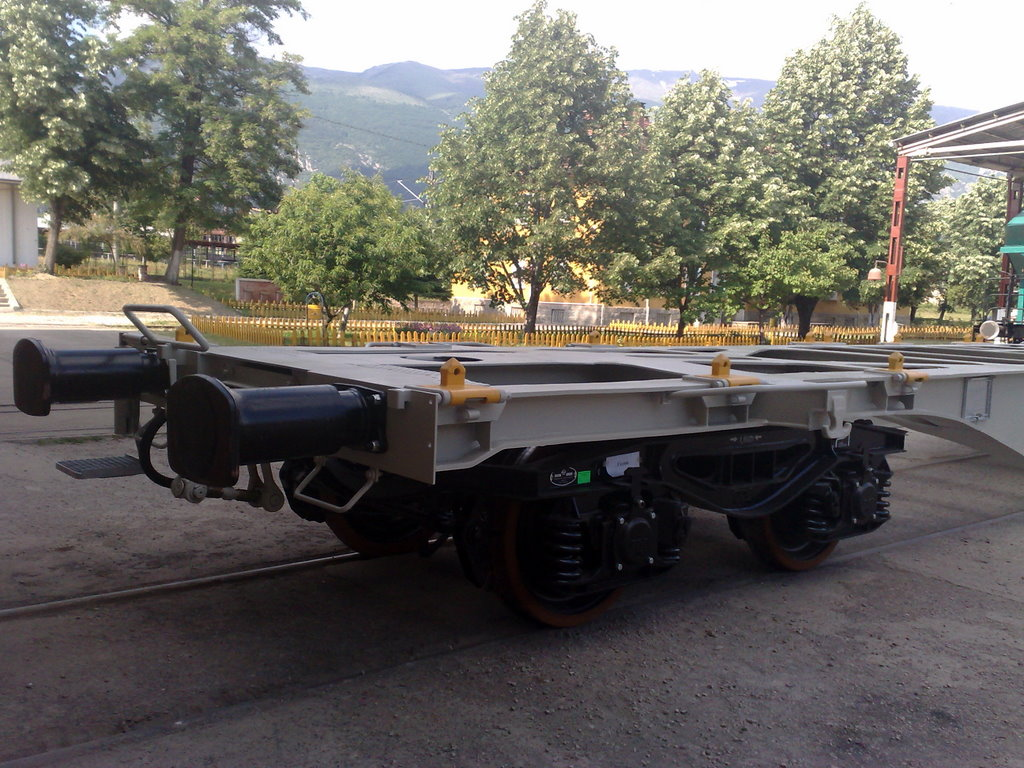
Фитинговая платформа

## Адрес
4300 Карлово, Болгария
Ул. «Теофан Райнов» № 2
Тел: +359-335-90101
Факс: +359-335-95264